# Snow Ruyi National Ski Jumping Centre
Snow Ruyi National Ski Jumping Centre – kompleks skoczni narciarskich w Chińskiej Republice Ludowej w ośrodku sportów zimowych w Zhangjiakou. W skład kompleksu wchodzą skocznie K125 i K95. 
Obiekty powstały z inicjatywy zorganizowania w Chinach zimowych igrzysk olimpijskich w 2022 roku.

## Dane techniczne obiektu K125
- Punkt konstrukcyjny: 125 m[1]
- Wielkość skoczni (HS): 140 m
- Długość rozbiegu: 105,21 m
- Nachylenie rozbiegu: 35°
- Długość progu: 6,98 m
- Nachylenie progu: 11°
- Wysokość progu: 3,13 m
- Nachylenie zeskoku: 34,1°

### Rekordziści skoczni
| L.p | Dzień     | Rok  | Zawodnik        | Odległość | Zawody                                    | Uwagi              |
| --- | --------- | ---- | --------------- | --------- | ----------------------------------------- | ------------------ |
| 1.  | 11 lutego | 2022 | Danił Sadriejew | 136,5 m   | Kwalifikacje do ZIO 2022                  |                    |
| 2.  | 12 lutego | 2022 | Kamil Stoch     | 137,5 m   | 1. seria konkursu indywidualnego ZIO 2022 |                    |
| 3.  | 12 lutego | 2022 | Manuel Fettner  | 138,5 m   | 1. seria konkursu indywidualnego ZIO 2022 |                    |
| 4.  | 12 lutego | 2022 | Timi Zajc       | 138,5 m   | 1. seria konkursu indywidualnego ZIO 2022 | wyrównanie rekordu |
| 5.  | 12 lutego | 2022 | Marius Lindvik  | 140,5 m   | 1. seria konkursu indywidualnego ZIO 2022 |                    |
| 6.  | 12 lutego | 2022 | Ryōyū Kobayashi | 142,0 m   | 1. seria konkursu indywidualnego ZIO 2022 |                    |

## Dane techniczne obiektu K95
- Punkt konstrukcyjny: 95 m[1]
- Wielkość skoczni (HS): 106 m
- Długość rozbiegu: 100 m
- Nachylenie rozbiegu: 35°
- Długość progu: 6,5 m
- Nachylenie progu: 11°
- Wysokość progu: 2,37 m
- Nachylenie zeskoku: 34,1°

### Rekordziści skoczni
| L.p | Dzień    | Rok  | Zawodnik         | Odległość | Zawody                     | Uwagi              |
| --- | -------- | ---- | ---------------- | --------- | -------------------------- | ------------------ |
| 1.  | 5 lutego | 2022 | Piotr Żyła       | 102,5 m   | Kwalifikacje do ZIO 2022   |                    |
| 2.  | 5 lutego | 2022 | Robert Johansson | 103,0 m   | Kwalifikacje do ZIO 2022   |                    |
| 3.  | 6 lutego | 2022 | Stefan Hula      | 103,0 m   | 1. seria konkursu ZIO 2022 | wyrównanie rekordu |
| 4.  | 6 lutego | 2022 | Dawid Kubacki    | 104,0 m   | 1. seria konkursu ZIO 2022 |                    |
| 5.  | 6 lutego | 2022 | Danił Sadriejew  | 107,5 m   | 1. seria konkursu ZIO 2022 |                    |